# Bernard Berisha
Bernard Berisha, född den 24 oktober 1991 i Peja i SFR Jugoslavien, är en Kosovars fotbollsspelare (mitfälltare) som spelar för den ryska klubben FK Akhmat Grozny.